# ロッテ浦和球場
ロッテ浦和球場（ロッテうらわきゅうじょう）は、埼玉県さいたま市南区にある野球場で、製菓メーカー・ロッテ浦和工場の敷地内にある。プロ野球・千葉ロッテマリーンズが二軍の本拠地として使用しており、同球団が運営管理を行っている。

## 歴史
ロッテはかつて、二軍が自前のグラウンドを持っておらず、一軍の川崎球場への移転後は、1980年から同じ川崎市内の等々力第二球場（旧大洋多摩川球場）を使用したが、下水道処理場「等々力環境センター」の建設のため1981年で閉鎖され、1982年～1988年まで東京都青梅市の青梅スタジアム（当時の名称は「青梅球場」で、音響機器メーカーのティアックが所有していた）を間借りして二軍の練習やイースタン・リーグ公式戦を開催していた。しかし、川崎球場や埼玉県狭山市のロッテ狭山工場内にあった合宿所からは遠く、著しく不便を被っていた。このため、ロッテは浦和市の同社浦和工場の敷地を球団のファーム育成施設として整備することを決定。1989年に浦和球場と室内練習場を完成させた。さらに1998年1月には球場の南方に合宿所「千葉ロッテマリーンズ寮」が新築されている。

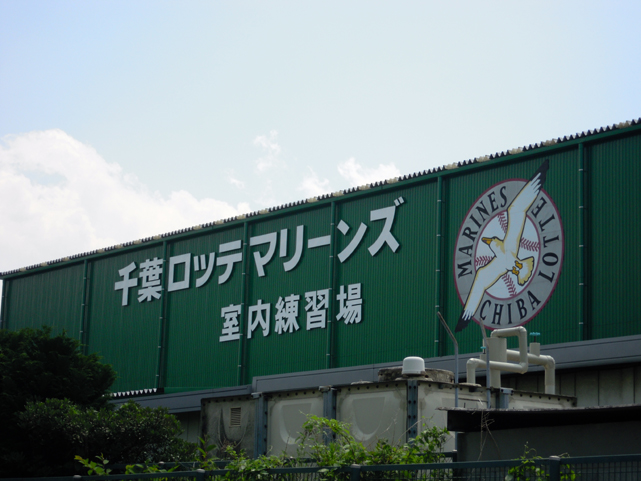
室内練習場 外観

本球場では選手らが練習する姿が間近で見ることができ、イースタン・リーグ公式戦も開催される。本球場は三塁側がホームで、一塁側がビジターとなっている。
観覧設備は内野の一塁および三塁側の土盛りスタンドにベンチが置かれているだけの状態であったが、2011年11月～2012年2月に設備の改修が行われた。土盛りにベンチの観客席は、階段状になったコンクリートの上にセパレートタイプの椅子が取りつけられたが、観客収容能力は以前と大きく変わらず200～300人程度である。グラウンドが見られる場所はこの内野スタンドのみで、外野側には観客がグラウンドを見られる立ち入り可能な場所はない。
改修前は観客立ち入り自由な通路が三塁側ブルペン横にあったため、目と鼻の先の距離でプロのピッチングを見ることができたが、改修後は三塁側ブルペン横の通路は選手関係者のみの通路となり、ブルペンは球場外の道路沿いの植込みとフェンス越しにしか見ることはできなくなっている。また、以前のブルペンにはなかったが、改修後は投手側と捕手側それぞれの上部に屋根が取り付けられた。改修後は選手と観客の動線が分けられた構造になり、球場入場ゲート、トイレや通路も選手関係者用と一般観客用とで別になった。
イースタン・リーグの公式戦は、同じさいたま市のさいたま市営浦和球場（浦和区）でも開催されるため、公式戦のスケジュールでは「ロッテ浦和」、あるいは単に「ロッテ」の略称で案内される。
なお、ロッテ球団は、1992年以後保護地域（フランチャイズ）としている千葉県内、または茨城県内への移転を構想している。それはファームの育成機能強化を掲げており、現状の球場や練習施設が手狭になっていることを挙げている。選定の条件としては、1軍の試合会場・ZOZOマリンスタジアム（千葉市）から概ね1時間圏内の地域で、練習環境が一体的に確保できる敷地にイースタンリーグの公式戦や練習が可能な球場のグラウンドの他、トレーニング施設・選手寮の整備、地域との連携、20年以上先を見据えた継続的運営などとなっていた。候補地として名乗りを上げた31の地方自治体との間で意見交換を進めた結果、2025年3月に移転先候補地として、千葉県君津市に内定したことを発表した。

## 施設概要

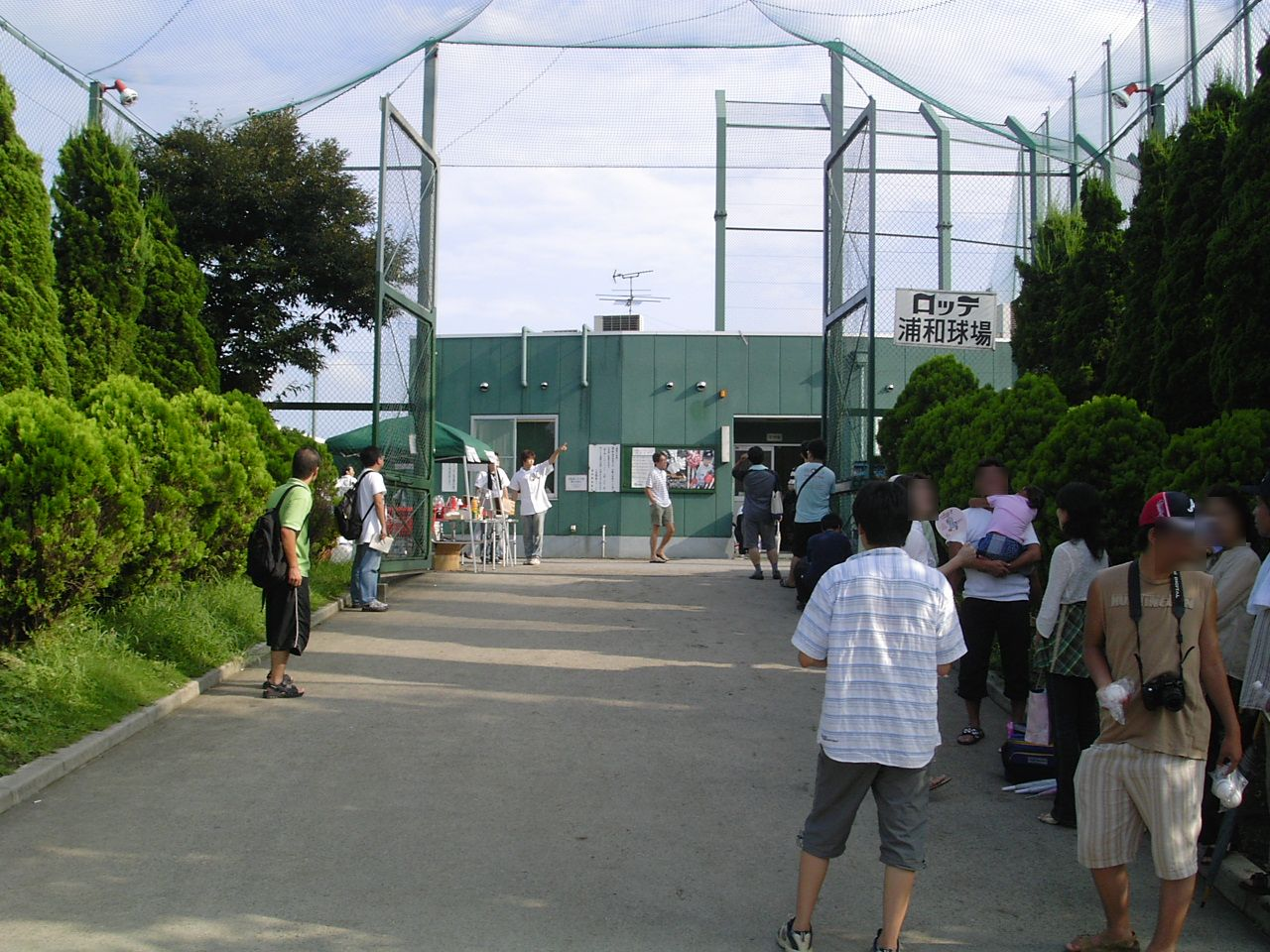
球場入口（改修前）＊改修後はこのゲートは選手関係者専用となり、一般観客は通ることは出来ない

- 両翼：96m、中堅：122m
- 内野：クレー、外野：天然芝
- 照明設備：なし
- スコアボード：パネル式（得点のみ）
- トランペット・太鼓を使用した応援は禁止。

常設の売店などは存在せず自動販売機のみ。

## 交通
- 東日本旅客鉄道（JR東日本）武蔵浦和駅から徒歩10分。